# Лятецкая, Людмила Владимировна
Людмила Владимировна Лятецкая (7 ноября 1941, Симферополь, Крымская АССР, РСФСР, СССР — 16 июня 2020, Херсон) — украинский медицинский работник, врач-педиатр, Герой Украины (2009).

## Биография
Родилась 7 ноября 1941 года в г. Симферополе, Крым.
В 1965 году окончила Крымский государственный медицинский институт.
В 1965—1971 годах работала врачом-отоларингологом, заместителем главного врача, в 1971—1981 годах — главным врачом Центральной районной больницы села Каланчак Херсонской области.
С мая 1981 года — главный врач Херсонской детской областной больницы.
В 1985—1998 годах возглавляла Херсонское областное отделение Детского фонда Украины.
Депутат областного совета двух созывов.

## Награды и звания
- Герой Украины (с вручением ордена Державы, 21.08.2009 — за выдающиеся личные заслуги перед Украинским государством в развитии здравоохранения, внедрение современных методов диагностики и лечения, многолетний самоотверженный труд).
- Награждена советскими орденами «Знак Почёта» (1978) и Трудового Красного Знамени (1986).
- Награждена Почётной грамотой Кабинета Министров Украины (1999), Почётной грамотой Министерства охраны здоровья Украины, Благодарностью Кабинета Министров Украины.
- Заслуженный врач Украины (1996).
- Почётная гражданка города Херсона.